# Steuerbezirk Eberstein
Der Steuerbezirk Eberstein war in der ersten Hälfte des 19. Jahrhunderts einer der 89 Bezirke der Provinz Kärnten. Er umfasste folgende 18 Steuergemeinden in ihren damaligen Grenzen: 
- Katastralgemeinde Baumgarten
- Katastralgemeinde Eberstein
- Katastralgemeinde Hochfeistritz (damaliger Name Feistritz)
- Katastralgemeinde Filfing
- Katastralgemeinde Gutschen
- Katastralgemeinde Kaltenberg
- Katastralgemeinde Klein St. Paul
- Katastralgemeinde Kulm
- Katastralgemeinde Labegg (damalige Schreibweise Labeck)
- Katastralgemeinde Mirnig
- Katastralgemeinde Ober St. Paul
- Katastralgemeinde St. Oswald
- Katastralgemeinde Prailing
- Katastralgemeinde Rüggen (damalige Schreibweise Riggen)
- Katastralgemeinde Sittenberg
- Katastralgemeinde Unter St. Paul
- Katastralgemeinde St. Walburgen (damaliger Name Walburgen)
- Katastralgemeinde Wietersdorf (damalige Schreibweise Wittersdorf)

Der Bezirk umfasste eine Fläche von 15.702 Joch, das entspricht etwa 90 km². Im Jahr 1846 hatte der Bezirk 2911 Einwohner.

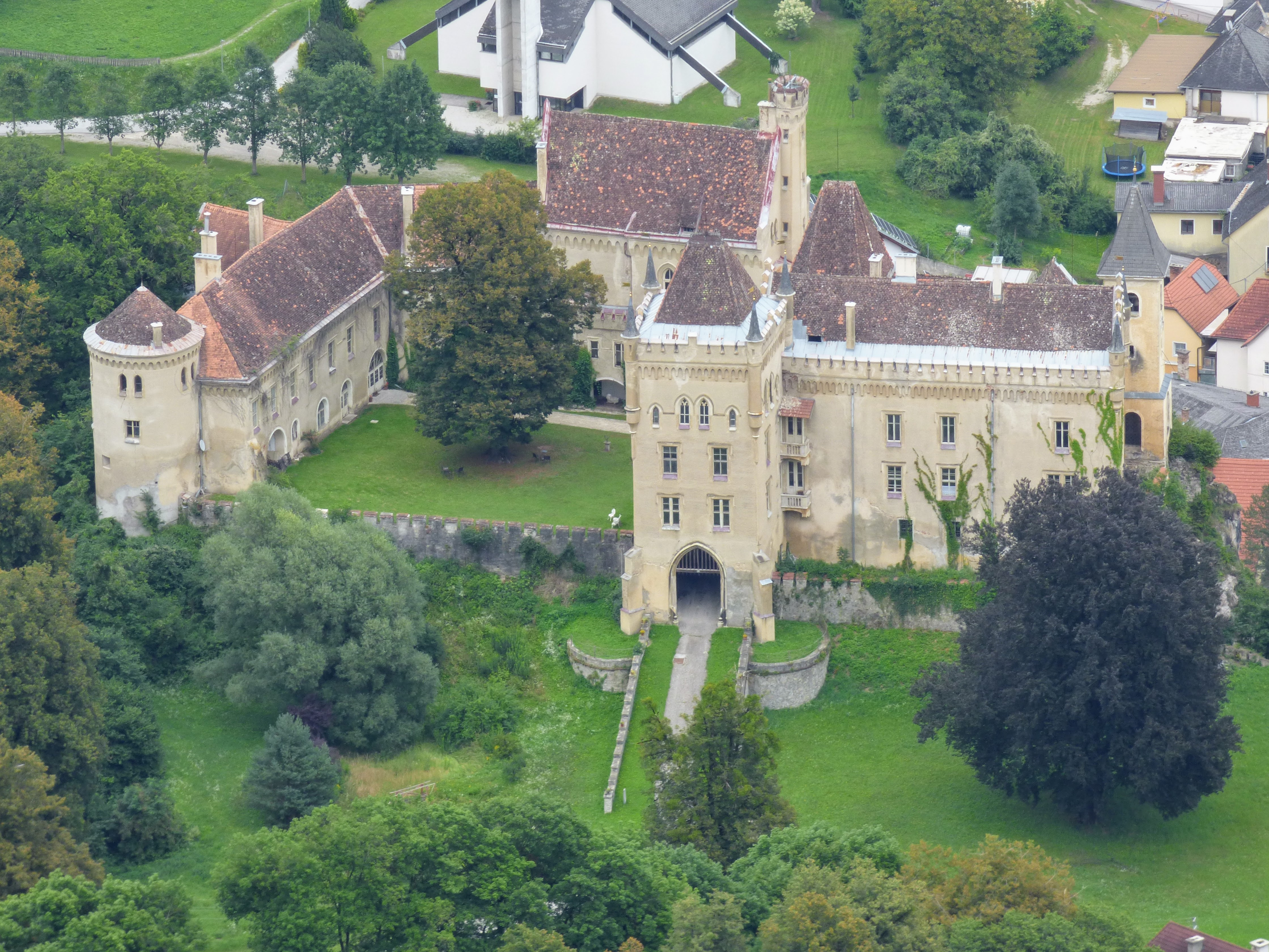
Schloss Eberstein

Benannt war der Bezirk nach der Herrschaft Eberstein in der heute gleichnamigen Gemeinde Eberstein. 
Im Zuge der Reformen nach der Revolution von 1848/49 wurden die Steuerbezirke aufgelöst. Die bis dahin dem Steuerbezirk Eberstein zugehörigen Steuergemeinden wurden dann folgenden neu errichteten politischen Gemeinden zugeteilt:
- Brückl (damaliger Name St. Johann): KG Labegg
- Eberstein: KG Baumgarten, KG Eberstein, KG Gutschen, KG Kulm, KG Mirnig, KG St. Oswald, KG St. Walburgen
- Hochfeistritz (zunächst Feistritz genannt): KG Hochfeistritz, KG Kaltenberg, KG Rüggen
- Klein St. Paul: KG Filfing, KG Klein St. Paul, KG Ober St. Paul, KG Prailing, KG Sittenberg, KG Unter St. Paul, KG Wietersdorf

Heute gehören diese Katastralgemeinden zu den politischen Gemeinden 
- Brückl: KG Labegg
- Eberstein: KG Baumgarten, KG Eberstein, KG Hochfeistritz, KG Gutschen, KG Kaltenberg, KG Kulm, KG Mirnig, KG St. Oswald, KG Rüggen, KG St. Walburgen
- Klein St. Paul: KG Filfing, KG Klein St. Paul, KG Ober St. Paul, KG Prailing, KG Sittenberg, KG Unter St. Paul, KG Wietersdorf